# Charles I. Scott
Charles I. Scott, Jr. ist ein US-amerikanischer Pädiater. Nach ihm ist das Aarskog-Scott-Syndrom und das Hecht-Scott-Syndrom benannt.

## Leben und Wirken
Scott studierte an der Medizinischen Fakultät der University of Arkansas, wo er als Pädiater arbeitete. Er wurde vom amerikanischen Gremium der Pädiater und dem amerikanischen Gremium für medizinische Genetik zertifiziert. Er ist Mitglied bei Medical Genetics und der Johns-Hopkins-Universität sowie im Kinderklinikum der University of Birmingham. Als Professor für Pädiatrie arbeitet er am Jefferson Medical College und als medizinischer Genetiker am Alfred I. duPont Institute in Wilmington (Delaware).

## Schriften (Auswahl)
- Unusual facies, joint hypermobility, genital anomaly and short stature. A new dysmorphic syndrome. In: David Bergsma, Victor A. McKusick, Bruce W. Konigsmark (Hrsg.): The Clinical Delineation of Birth Defects (Birth Defects; Bd. 7,6). 10. Aufl. The Endocrine System, Baltimore 1971, S. 240–246, ISBN 0-683-06339-1.
- zusammen mit William A. Horton, Judith G. Hall, Reed E. Pyeritz und David L. Rimoin: Growth Curves for Height for Diastrophic Dysplasia. Spondyloepiphyseal Dysplasia Congenita, and Pseudoachondroplasia. In: American Journal of Diseases of Children, Bd. 138 (1982), April, S. 316–319, ISSN 0096-6916.
- zusammen mit William A. Horton, Jerome I. Potter, David L. Rimoin und Judith G. Hall: Standard growth curves for achondroplasia. In: The Journal of Pediatrics, Bd. 93 (1978), S. 435–438, ISSN 0022-3476.
- zusammen mit Michelle Deere, Susan H. Blanton, Leonard O. Langer Jr, Richard M. Pauli und Jacqueline T. Hecht: Genetic heterogeneity in multiple epiphyseal dysplasia. In: The American Journal of Human Genetics, Bd. 56 (1995), S. 698–704, ISSN 0002-9297.
- zusammen mit Gerald A. Mandell, H. Theodore Harcke, Pilar A. Caro, Harry J. Einsig und J. Richard Bowen: Protrusio Acetabuli in Neurofibromatosis: Nondysplastic and Dysplastic Forms. In: Neurosurgery, Bd. 30 (1992), Heft 4, S. 552–556, ISSN 0148-396X.
- zusammen mit Julia E. Parrish, Michael J. Wagner, Jacqueline T. Hecht und Dan E. Wells: Molecular analysis of overlapping chromosomal deletions in patients with Langer-Giedion Syndrome. In: Genomics, Bd. 11 (1991), S. 54–61, ISSN 0888-7543.
- zusammen mit Leonard O. Langer Jr. und Rodney K. Beals: Sponastrime dysplasia. Diagnostic criteria based on five new and six previously published cases. In: Pediatric Radiology, Bd. 27 (1997), Heft 5, S. 409–414, ISSN 0301-0449.

| Personendaten    | Personendaten                          |
| ---------------- | -------------------------------------- |
| NAME             | Scott, Charles I.                      |
| ALTERNATIVNAMEN  | Scott, C. I. Jr; Scott, Charles I. Jr. |
| KURZBESCHREIBUNG | US-amerikanischer Pädiater             |
| GEBURTSDATUM     | 20. Jahrhundert                        |